# روتیس
روتیس (به آلمانی: Röthis) یک شهر در اتریش است که در ناحیه فلدکیرش واقع شده‌است. روتیس ۲٫۷۲ کیلومتر مربع مساحت دارد ۵۰۸ متر بالاتر از سطح دریا واقع شده‌است.